# Рдесник рудий
Рдесник рудий або рдесник червонуватий (Potamogeton rutilus) — вид трав'янистих рослин родини рдесникові (Potamogetonaceae), поширений у помірних регіонах Європи. Етимологія: лат. rutilus — «рудавий, рудуватий, червонуватий».

## Опис
Багаторічна рослина 20–40 см заввишки. Стебло тонке, 0.5–2 мм завтовшки. Листки переважно з червонуватим відтінком, вузьколінійні, на верхівці довго загострені, 2.5–7.5 см завдовжки, жорсткуваті. Прилистки зрощені краями. Квітконоси в 4–6 разів довші за небагатоквіткові суцвіття. Плоди 1.5–2 мм довжиною, напівкулеподібні, з зігнутим носиком, без кіля.

## Поширення
Європа: Велика Британія, Білорусь, Чехія, Данія, Естонія, Фінляндія, Франція, Німеччина, Латвія, Литва, Норвегія, Польща, Росія, Румунія, Швеція, Україна.
В Україні зростає в озерах — на півночі Полісся й Лісостепу, зрідка. Входить у переліки видів, які перебувають під загрозою зникнення на територіях Житомирської, Київської та Харківської областей.